# Boagrius pumilus
Boagrius pumilus är en spindelart som beskrevs av Simon 1893. Boagrius pumilus ingår i släktet Boagrius och familjen Palpimanidae. Inga underarter finns listade.